# Alexandre Guy Pingré
Don Alexandre Guy Pingré (ur. 31 sierpnia?/11 września 1711 w Paryżu, zm. 20 kwietnia?/1 maja 1796 tamże) – francuski astronom, bibliotekarz, kompozytor, a także duchowny katolicki.

## Życiorys

### Młodość
Pingré urodził się w Paryżu, ale pierwsze wykształcenie zdobywał w Opactwie św. Wincentego w Senlis. Tam też w wieku szesnastu lat wstąpił do wspólnoty zakonnej. Po wyświęceniu na kapłana, w 1735 roku został mianowany profesorem teologii w szkole przy opactwie. Niedługo później, ze względu na opowiadanie się za poglądami jansenistów, François-Barthélemi de Salignac, biskup diecezji Pamiers, zmusił Pingrégo do poddania się przesłuchaniu przez komisję jezuitów.
W 1745 roku król Ludwik XV zwołał Kapitułę Generalną Zgromadzenia Kanoników św. Genowefy Paryskiej, do której należał Pingré, w celu wyegzekwowania królewskiej polityki przeciwko naukom jansenistów. Członkostwo w Kapitule wymagało złożenia przysięgi posłuszeństwa wobec papieskiej bulli Unigenitus, potępiającej jansenizm. Pingré i kilku innych kanoników opactwa Senlis sprzeciwiło się temu i zostali oni usunięci z Kapituły, a następnie przydzieleni do służby w wiejskich parafiach.

### Działalność naukowa
W młodym wieku Pingré zainteresował się astronomią, a w 1749 roku został mianowany profesorem astronomii w nowo powstałej Akademii w Rouen. Pełnił także funkcję bibliotekarza Opactwa św. Genowefy w Paryżu, gdzie zbudował obserwatorium astronomiczne i pracował przez czterdzieści lat.
Ze względu na słabe zdrowie i wzrok, umiejętności obserwacyjne Pingrégo były ograniczone. Dał się on jednak poznać jako świetny matematyk. W społeczności naukowej zasłynął tym, że wykrył czterominutowy błąd w obliczeniach Lacaille’a dla zaćmienia Księżyca w 1749 roku. Po dokonaniu obserwacji tranzytu Merkurego w 1753 roku został członkiem korespondującym Francuskiej Akademii Nauk. W 1757 roku zainteresował się kometami, w wyniku czego powstał obszerny traktat o teorii i historii obserwacyjnej komet. W oparciu o pracę Pierre’a Charles’a Lemonniera opublikował także żeglarski almanach z tabelami księżycowymi. Podczas tranzytu Wenus w 1761 roku Pingré wziął udział w nieudanej kampanii obserwacyjnej na wyspę Rodrigues, leżącą na Oceanie Indyjskim.
W 1767 roku popłynął wraz z Charles’em Messierem na Bałtyk, aby przetestować chronometry morskie. W 1769 roku wziął udział w ekspedycji naukowej na Haiti, której celem było przeprowadzenie obserwacji kolejnego tranzytu Wenus, co tym razem się udało. W 1771 roku Pingré, Jean-Charles de Borda oraz kilku innych naukowców wzięło udział w wyprawie morskiej fregaty La Flore. Statek został jednak przejęty przez siły brytyjskie, a Pingré trafił do Portugalii, straciwszy wszystkie swoje notatki.

### Śmierć
Pingré popadł w ubóstwo po zlikwidowaniu opactwa w Senlis w wyniku rewolucji francuskiej. Był jednak w stanie nadal publikować swoje prace aż do śmierci w 1796 roku, dzięki wsparciu innego astronoma, Jérôme’a Lalande’a, który pozyskał dla Pingrégo dotację w wysokości 3000 franków od francuskiego Zgromadzenia Narodowego.

## Upamiętnienia
W 1961 roku Międzynarodowa Unia Astronomiczna nazwała jego nazwiskiem krater na Księżycu.
Jego nazwiskiem nazwana została także planetoida (12719) Pingré, odkryta w 1991 roku.

## Publikacje
- État du Ciel (1754–1757);
- Cométographie; ou, Traité historique et théorique des comètes (1783);
- Projet d’une histoire d’astronomie du dix-septième siècle (1756–1786).